# ألان راي
ألان راي (بالإنجليزية: Allan Ray)‏ مواليد 17 يونيو 1984 في نيويورك، هو لاعب كرة سلة أمريكي. بدأ مسيرته الاحترافية في سنة 2006. يحمل الرقم 25. يبلغ طوله 6 قدم 2 بوصة (1.9 م).

## المسيرة الاحترافية
لعب مع بوسطن سيلتكس في موسم 2006–07 ، ثم لعب مع فيرتوس روما في الدوري الإيطالي من سنة 2007 إلى 2009، ثم لعب مع نادي فيرارا لكرة السلة في سنة 2009، ثم لعب مع سوتور باسكت مونتيجرانارو في موسم 2010–2011، ثم لعب مع راتيوفارم أولم في الدوري الألماني في موسم 2012–2013، ثم لعب مع فيرتوس بالاكانسترو بولونيا في موسم 2014–2015.

## روابط خارجية
- ألان راي على موقع الاتحاد الدولي لكرة السلة (الإنجليزية)
- ألان راي على موقع الدوري الأوروبي لكرة السلة (الإنجليزية)
- ألان راي على موقع إن بي أي (الإنجليزية)
- ألان راي على موقع سبورتس رفرنس (الإنجليزية)
- ألان راي على موقع كرة السلة الأوروبية.كوم (الإنجليزية)
- ألان راي على موقع كلية كرة السلة في سبورتس رفرنس.كوم (الإنجليزية)
- ألان راي على موقع ريلجم (الإنجليزية)
- ألان راي على موقع بروبوليرز (الإنجليزية)
- ألان راي على موقع سبورتس رفرنس (الإنجليزية)
- ألان راي على موقع سبورتس رفرنس (الإنجليزية)